# Pavlovac (żupania bielowarsko-bilogorska)
Pavlovac – wieś w Chorwacji, w żupanii bielowarsko-bilogorskiej, w gminie Veliki Grđevac. W 2011 roku liczyła 555 mieszkańców.